# Marek Sowiński
Marek Kazimierz	Sowiński (ur. 21 lutego 1985) – polski hokeista.

## Kariera klubowa
- SMS II Sosnowiec (2002-2003)
- GKS Katowice (2003-2004)
- Naprzód Janów (2004-2007)
- Stoczniowiec Gdańsk (2007-2009)
- Naprzód Janów (2009-2014)

Absolwent NLO SMS PZHL Sosnowiec z 2004.

## Działalność pozasportowa
W wyborach samorządowych 2010 startował do Rady Miasta Katowice z listy Polskiego Stronnictwa Ludowego. Uzyskał 210 głosów i nie zdobył mandatu rady miasta.